# Norraseth Lukthong
Norraseth Lukthong (thailändisch นรเสฏฐ์ หลักทอง, * 6. September 1994 in Loei), auch als Kla bekannt, ist ein thailändischer Fußballspieler.

## Karriere
Norraseth Lukthong stand bis 2019 beim Udon Thani FC unter Vertrag. Wo er vorher gespielt hat, ist unbekannt. Der Verein aus Udon Thani spielte in der zweiten thailändischen Liga, der Thai League 2. Die Saison 2020/21 stand er beim Muang Loei United FC. Mit dem Klub aus Loei spielte er zuletzt in der dritten Liga. Hier trat der Verein in der North/Eastern Region an. Zur Saison 2021/22 kehrte er zu seinem ehemaligen Verein Udon Thani zurück. Sein Zweitligadebüt gab Norraseth Lukthong am 18. September 2021 (4. Spieltag) im Heimspiel gegen den Zweitligaaufsteiger Muangkan United FC. Hier wurde er in der 84. Minute für den Deutschen Arnold Suew eingewechselt. Udon Thani gewann das Spiel 3:1. Für Udon Thani absolvierte er sechs Zweitligaspiele. Zur Rückrunde 2021/22 wechselte er im Januar 2022 zum Ligakonkurrenten Muangkan United FC. Für den Verein aus Kanchanaburi stand er bis Saisonende unter Vertrag. Hier absolvierte er 14 Zweitligaspiele. Im Juni 2022 nahm ihn der Erstligaabsteiger Suphanburi FC unter Vertrag. Nach insgesamt 35 Ligaspielen für den Verein aus Suphanburi wechselte er Anfang Januar 2024 zum ebenfalls in der zweiten Liga spielenden Lampang FC. Für den Verein aus Lampang bestritt er 16 Ligaspiele. Im Juli 2024 unterschrieb er einen Vertrag beim Erstligaaufsteiger Nongbua Pitchaya FC. Am Ende der Saison 2024/25 belegte er mit Nongbua den 14. Tabellenplatz und musste somit in die zweite Liga absteigen.